# Verderio Superiore
Verderio Superiore es una localidad y comune italiana de la provincia de Lecco, región de Lombardía, con 2.590 habitantes.

## Evolución demográfica
| Gráfica de evolución demográfica de Verderio Superiore entre 1861 y 2001 |
|                                                                          |
| Fuente ISTAT - elaboración gráfica de Wikipedia                          |